# 1210
1210 (MCCX) a fost un an obișnuit al calendarului iulian.

## Evenimente
- 17 iulie: Bătălia de la Gestilren: Sverker al II-lea cel Tâmăr înfrânge pe Eric al X-lea Knutsson, competitor la tronul Suediei.
- 10 noiembrie: Împăratul Otto al IV-lea este excomunicat de papa Inocențiu al III-lea, ca urmare a invadării sudului Italiei.

### Nedatate
- Campanie a mongolilor, conduși de Djuchi, în Kirghizstan.
- Campanie victorioasă a cruciaților conduși de Simon de Montfort asupra comitatului de Toulouse.
- Începuturile sultanatului de Delhi.
- Muhammad, șahul de Horezm, este respins de forțele statului Kara-Khitai, care ocupă Samarkand.
- Sfântul Francisc din Assisi fondează Ordinul franciscan.
- Sultanul Al-Adel din Egipt construiește o fortăreață pe muntele Tabor, care domină câmpia Accrei.
- Theodor I Laskaris, împăratul de la Niceea, își consolidează poziția, în urma unei victorii asupra selgiucizilor din Rum.

## Arte, științe, literatură și filosofie
- 6 mai: Catedrala din Reims este distrusă de un incendiu.
- Gervasius de Tilbury elaborează "Carta minunilor"
- Gottfried von Strassburg scrie "Tristan și Isolda".
- Universitatea din Paris este recunoscută de papa Inocențiu al III-lea.
- Wolfram von Eschenbach redactează Parzival.

## Nașteri
- 5 mai: Afonso al III-lea, rege al Portugaliei (d. 1279)
- 24 iunie: Contele Floris IV al Olandei (d. 1234)
- Birger Jarl, om de stat suedez (d. ?)
- Grigore al X-lea (n. Teobaldo Visconti), papă (d. 1276)
- Guido delle Colonne, scriitor italian (d. 1287)
- Honoriu al IV-lea (n. Giacomo Savelli), papă (d. 1287)
- Ibn Nafis, anatomist persan (d. 1288)
- Ioan al XXI-lea (n. Pedro Julião), papă (d. 1277)
- Martin al IV-lea, papă (d. 1285)
- Toros Roslin, miniaturist armean (d. 1270)

## Decese
- 17 iulie: Sverker al II-lea cel Tânăr, 45 ani, rege al Suediei (n. 1164)
- Jean Bodel, 42 ani, poet francez (n. 1167)
- Jinul, filosof budist coreean (n. ?)
- Lu You, 84 ani, poet chinez (n. 1125)
- Narapatisithu, rege de Pagan (Birmania), (n. ?)